# Seznam magdeburských biskupů a arcibiskupů

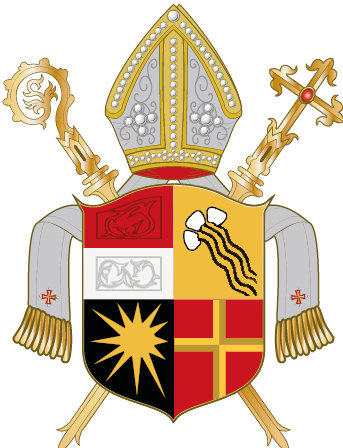
Znak magdeburského biskupství

Toto je seznam magdeburských biskupů a arcibiskupů. Arcibiskupství magdeburské bylo založeno roku 968 císařem Otou I. Vzhledem k reformaci a přechodu většiny obyvatelstva k luteránství bylo od poloviny 16. století území diecéze pod správou většinou luteránských administrátorů. Magdeburská knížecí arcidiecéze byla v roce 1648 přeměněna na Magdeburské vévodství, které bylo roku 1680 připojeno k Braniborskému kurfiřtství.
V roce 1994 byla založená nová diecéze magdeburská vycházející z tradice někdejší arcidiecéze.

## Arcibiskupové magdeburští
- 968–981, Adalbert Magdeburský
- 981–1004, Giselmar
- 1004–1012, Tagino
- 1012–1012, Waltaro
- 1012–1023, Gero
- 1023–1051, Humfrid
- 1052–1063, Engelhard
- 1064–1078, Werner z Steutzlingenu
- 1079–1102, Hartwig ze Spanheimu
- 1102–1107, Jindřich I. z Asselu
- 1107–1119, Adalgod z Osterberku
- 1119–1125, Rudigar z Baltheimu

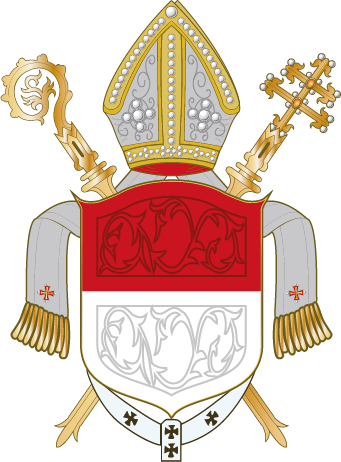
Znak magdeburského arcibiskupství

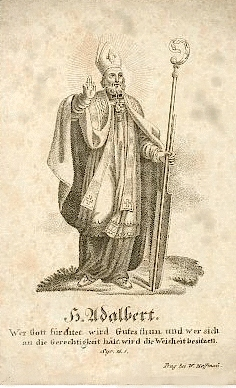
První arcibiskup Adalbert

- 1126–1134, Svatý Norbert z Xantenu
- 1134–1142, Konrád I. z Querfurtu
- 1142–1152, Fridrich Wettinský
- 1152–1192, Wichmann ze Seeburgu (první kníže-arcibiskup)
- 1192–1205, Ludolf z Koppenstedtu
- 1205–1232, Albrecht I. z Käfernburgu
- 1232–1235, Burchard I. z Woldenbergu
- 1235–1254, Wilbrand z Kasernbergu
- 1254–1260, Rudolf z Dinselstadtu
- 1260–1266, Rupert z Mansfeldu
- 1266–1277, Konrád II. ze Šternberka
- 1277–1279, Günther I. ze Schwalenbergu
- 1279–1282, Bernard III. z Wolpe
- 1282–1283 sedisvakance
- 1282–1295, Erik Braniborský
- 1295–1305, Burchard II. z Blankenburgu
- 1305–1307, Jindřich III. Anhaltsko-Ascherslebenský
- 1307–1325, Burchard III. of Mansfeld-Schrapglau
- 1326–1327, Heideke Erssa
- 1327–1361, Otto Hesenský
- 1361–1367, Dětřich z Portic
- 1367–1372, Albrecht Aleš ze Šternberka
- 1372–1381, Petr III. Jelito
- 1381–1382, Ludvík Míšeňský
- 1382–1382, Fridrich II. z Hoymu
- 1382–1403, Albrecht III. z Querfurtu
- 1403–1445, Günther II. ze Schwarzburgu
- 1445–1464, Fridrich III. z Beichlingenu
- 1464–1475, Jan II. Falcký
- 1475–1513, Arnošt II. Saský
- 1513–1545, Albrecht IV. Braniborský
- 1545–1551, Jan Albrecht Braniborsko-Ansbašský
- 1551–1552, Fridrich IV. Braniborský
- 1552–1566, Zikmund Braniborský (luterán potvrzený papežem)

## Administrátoři
- 1566–1598, Jáchym Fridrich Braniborský (luteránská administrátor)
- 1598–1631, Kristián Vilém Braniborský (luteránská administrátor)
- 1631–1638, Leopold Vilém Habsburský (katolický administrátor)
- 1638–1680, August Sasko-Weissenfelský (luteránská administrátor)

## Biskupové magdeburští
- Leopold Nowak, 1994–2004
- Gerhard Feige, od 2005